# Mount Degerfeldt
Mount Degerfeldt är ett berg i Antarktis. Det ligger i Östantarktis. Australien gör anspråk på området. Toppen på Mount Degerfeldt är 238 meter över havet.
Terrängen runt Mount Degerfeldt är varierad. Trakten är obefolkad. Det finns inga samhällen i närheten.